# Бранко Кукић
Бранко Кукић (Јелен Дол, 1950) српски је издавач, писац и уредник. 

## Биографија
Објављује и уређује часопис Градац од 1974. Објавио је велики број књига и дела из домена културе и уметности.
Био је уредник у ЈП „Службени гласник”.
Организовао је велики број тематских изложби.
О његовом животу и раду је објављена књига Бранко К. објављена 2021.
Члан је Српског књижевног друштва од оснивања 2001.

## Дела
- Онај, Матица српска, Нови Сад, 1981.[2]
- Празно, Српска књижевна задруга, Београд,1988.[2]
- Пут у замак, Рад, Београд, 1993.[2]
- Сликарство и краљевство, Clio, Београд, 1995.[2]
- Стикс, Источник, Београд, 2004.[2]
- Успомене на сликарство, (са Д. Албахаријем, С. Басаром, Ј. Аћином), Галерија „Надежда Петровић“, Чачак, 2007.[2]
- Симболично у српском сликарству ХIX и XX века, Модерна галерија Ваљево, 2007.[2]
- Иза, Службени гласник, Београд, 2012.[2]